# Gauliga Weser-Ems 1942/43
De Gauliga Weser-Ems 1942/43 was het eerste voetbalkampioenschap van de Gauliga Weser-Ems. Door de perikelen in de Tweede Wereldoorlog werd de Gauliga Niedersachsen verder opgedeeld. SpVgg Wilhelmshaven werd kampioen en plaatste zich zo voor de eindronde om de Duitse landstitel, waar de club meteen verloor van FC Schalke 04.

## Eindstand
| Plaats | Club                   | Wed. | W  | G | V  | Saldo  | Ptn.  |
| ------ | ---------------------- | ---- | -- | - | -- | ------ | ----- |
| 1.     | SpVgg 05 Wilhelmshaven | 18   | 17 | 0 | 1  | 151:19 | 34:2  |
| 2.     | SV Werder Bremen       | 18   | 15 | 1 | 2  | 107:22 | 31:5  |
| 3.     | TSV 1897 Osnabrück     | 18   | 10 | 1 | 7  | 58:70  | 21:15 |
| 4.     | Bremer SV 06           | 18   | 8  | 3 | 7  | 55:56  | 19:17 |
| 5.     | TuS Bremerhaven 93     | 18   | 9  | 1 | 8  | 48:68  | 19:17 |
| 6.     | Bremer Sportfreunde    | 18   | 7  | 2 | 9  | 45:41  | 16:20 |
| 7.     | TuSG 04 Schinkel       | 18   | 6  | 2 | 10 | 38:53  | 14:22 |
| 8.     | VfL Osnabrück          | 18   | 5  | 2 | 11 | 38:77  | 12:24 |
| 9.     | ASV Blumenthal         | 18   | 5  | 0 | 13 | 18:84  | 10:26 |
| 10.    | VfB Oldenburg          | 18   | 2  | 0 | 16 | 17:85  | 4:32  |

|  | Kampioen                                                          |
|  | Wisselde voor volgend seizoen naar de Gauliga Osthannover 1943/44 |